# مارغريت كين
مارغريت كين (بالإنجليزية: Margaret Keane )‏ (و. 1927  م) هي رسامة، وفنانة أمريكية، ولدت في ناشفيل، تينيسي.

## التعليم
تعلمت في كلية ترابهاجين للموضة ‏.

## وصلات خارجية
- مارغريت كين على موقع IMDb (الإنجليزية)
- مارغريت كين في قاعدة بيانات الأفلام على الإنترنت